# Lamponella wyandotte
Lamponella wyandotte is een spinnensoort uit de familie Lamponidae. De soort komt voor in Queensland.